# Mario (nome)
Mario  è un nome proprio di persona italiano maschile.

## Varianti
- Maschili
  - Alterati: Mariolino
  - Composti: Gianmario
- Femminili: Mària
  - Alterati: Mariolina

### Varianti in altre lingue
- Croato: Marijo[1], Mario[1]
- Danese: Marius[1]
- Francese: Marius[1]
- Greco moderno: Μάριος (Marios)[1]
- Inglese: Marius[3]
- Latino: Marius[1][2][3]
- Lituano: Marijus[1]
- Norvegese: Marius[1]
- Olandese: Marius[1]
- Portoghese: Mário[1]
- Polacco: Mariusz[1]
- Rumeno: Marius[1]
- Spagnolo: Mario[1]
- Tedesco: Mario, Marius[1]
- Ungherese: Márió

## Origine e diffusione
Proviene dal latino Marius, nome tipico della gens Maria, di origine non del tutto certa. È forse basato sul termine mas, maris, che vuol dire "maschio", "uomo", ma potrebbe anche essere derivato dal nome del dio Marte, il che lo renderebbe un nome teoforico analogo a Marzio, Martino, Marziale, Marco e altri ancora. Ulteriori ipotesi lo riconducono al nome del dio osco Mavors o Mamars (da cui "Marte" stesso deriva), al termine etrusco maru, di significato incerto, o anche al latino mare, "mare".
Viene occasionalmente utilizzato come forma maschile del nome Maria, al quale non è in alcun modo correlato; la corretta forma femminile di Mario è Mària, con l'accento sulla prima "a". Mario ha goduto nel corso del XX secolo di una notevole popolarità ed è stato il quinto nome maschile per diffusione in Italia in quel periodo, scendendo poi al di sotto dei primi venti agli inizi del XXI secolo.

## Onomastico
L'onomastico può essere festeggiato il 19 gennaio in memoria di san Mario, martire con la moglie e i figli a Roma, oppure il 31 dicembre in onore di san Mario di Avenches, o di Losanna, vescovo.

## Persone

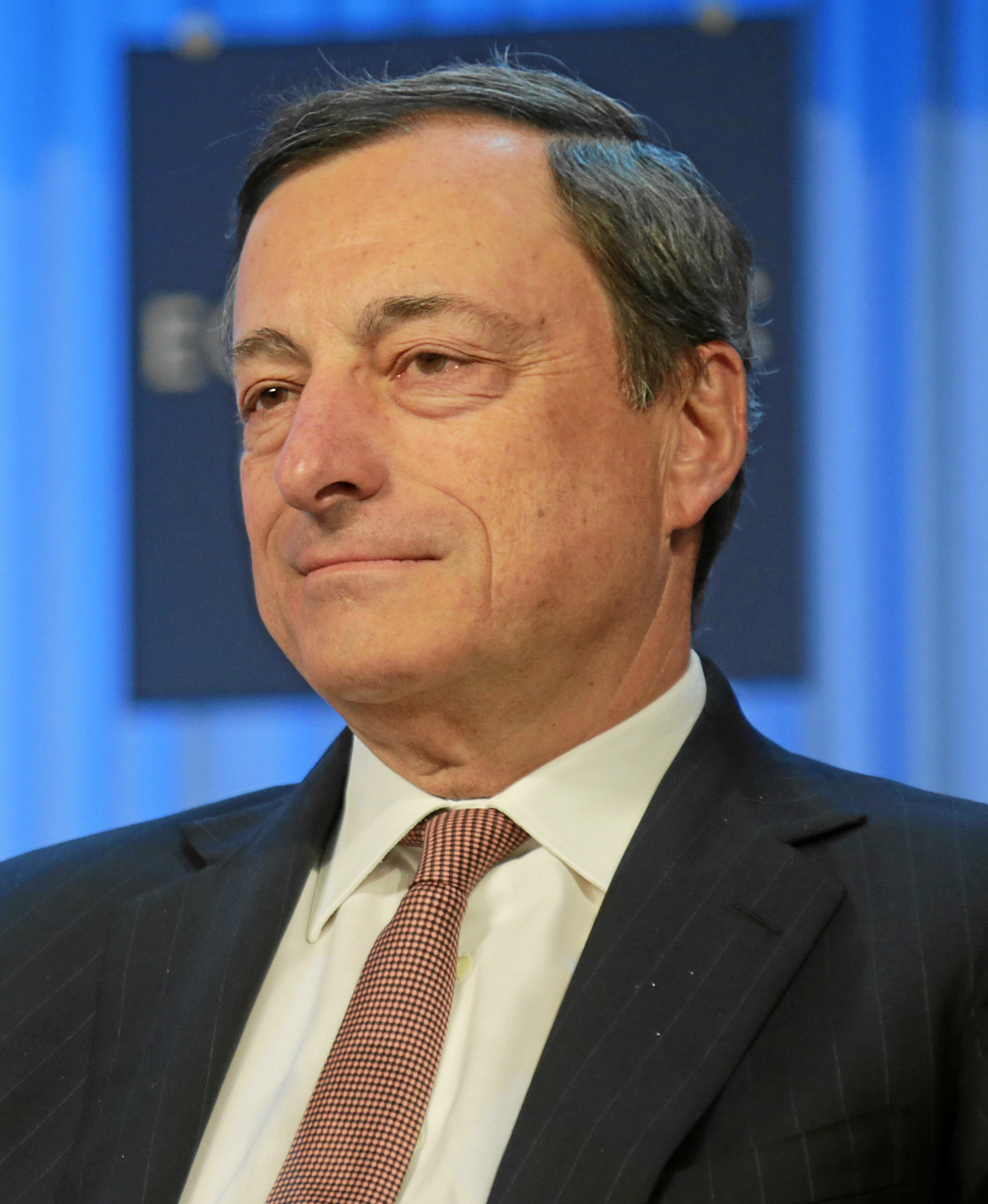
Mario Draghi

- Mario Balotelli, calciatore italiano
- Mario Bava, regista, sceneggiatore e direttore della fotografia italiano
- Mario Draghi, economista, accademico, banchiere, dirigente pubblico e politico italiano
- Mario Duplantier, batterista francese
- Mario Girotti (meglio conosciuto come Terence Hill), attore, regista, sceneggiatore e produttore cinematografico italiano
- Mario Götze, calciatore tedesco
- Mario Mandžukić, calciatore croato
- Mario Mattoli, regista e sceneggiatore italiano
- Mario Merola, cantante, attore e compositore italiano
- Mario Monicelli, regista, sceneggiatore e attore italiano
- Mario Monti, economista, accademico e politico italiano
- Mario Nuzzolese, giornalista e insegnante italiano
- Mario Soldati, scrittore, giornalista, regista, sceneggiatore e autore televisivo italiano

### Variante Marius

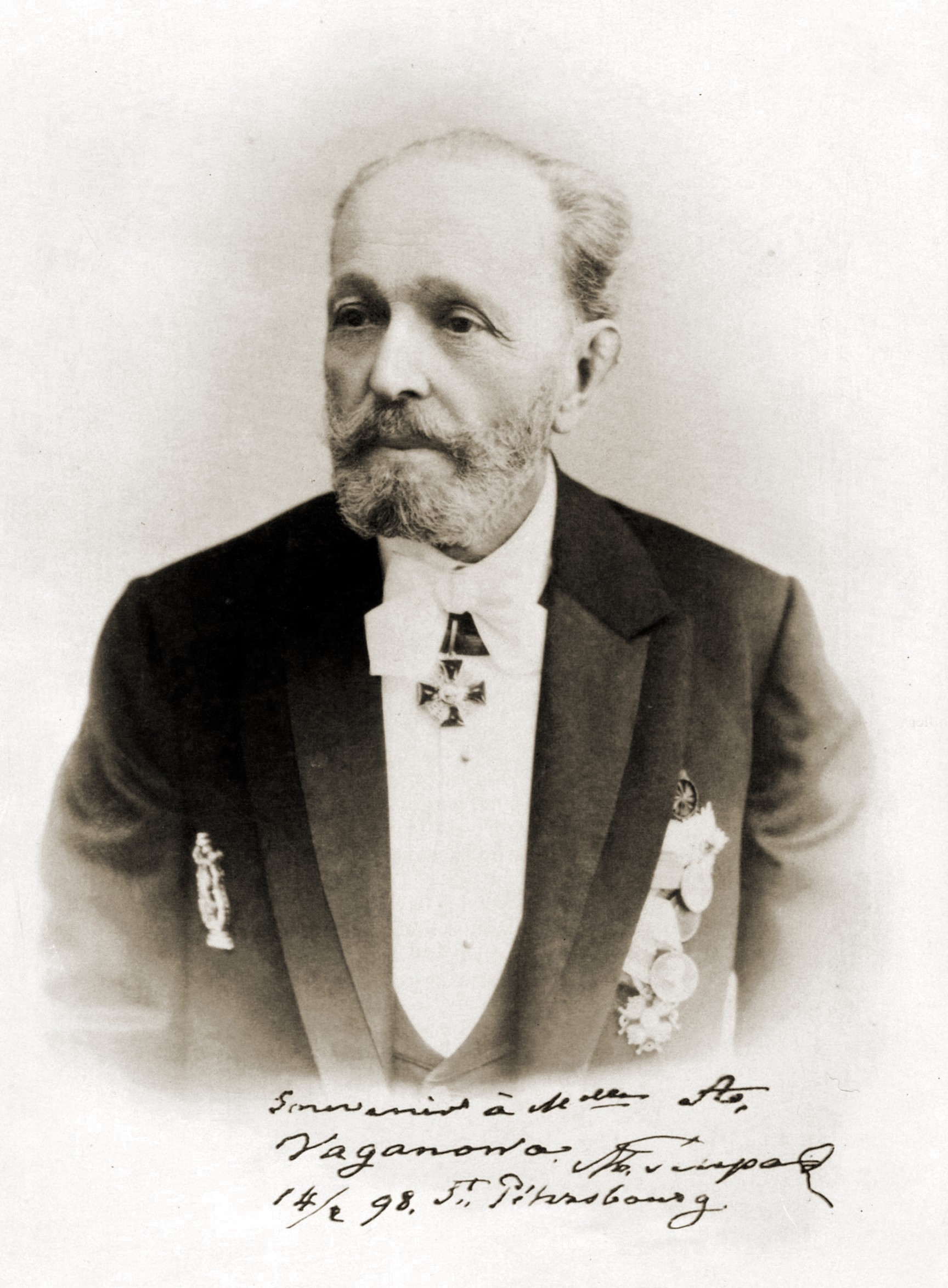
Marius Petipa

- Marius Brevig, giocatore di calcio a 5 e calciatore norvegese
- Marius Canard, orientalista e storico francese
- Marius Casadesus, violinista e compositore francese
- Marius Gullerud, calciatore norvegese
- Marius Helle, calciatore norvegese
- Marius Hiller, calciatore tedesco
- Marius Lăcătuș, calciatore e allenatore di calcio rumeno
- Marius Petipa, ballerino e coreografo francese
- Marius Stankevičius, calciatore lituano

### Variante Mariusz
- Mariusz Bacik, cestista polacco
- Mariusz Fyrstenberg, tennista polacco
- Mariusz Jop, calciatore polacco
- Mariusz Kukiełka, calciatore polacco
- Mariusz Lewandowski, calciatore polacco
- Mariusz Pawelec, calciatore polacco
- Mariusz Pudzianowski, sollevatore, artista marziale misto, strongman e powerlifter polacco
- Mariusz Siudek, pattinatore artistico su ghiaccio e allenatore di pattinaggio su ghiaccio polacco
- Mariusz Stępiński, calciatore polacco
- Mariusz Strzałka, schermidore polacco naturalizzato tedesco
- Mariusz Szczygieł, scrittore e giornalista polacco
- Mariusz Ujek, calciatore polacco
- Mariusz Wlazły, pallavolista polacco
- Mariusz Zganiacz, calciatore polacco

### Variante Marios
- Marios Antoniades, calciatore cipriota
- Marios Īlia, calciatore cipriota
- Marios Lekkas, modello greco
- Marios Nicolaou (1981), calciatore cipriota
- Marios Nicolaou (1983), calciatore cipriota

### Variante Marijo
- Marijo Marić, calciatore e allenatore di calcio croato
- Marijo Strahonja, arbitro di calcio croato

## Il nome nelle arti
- Mario è il personaggio dei videogiochi simbolo della Nintendo. Creato nel 1981, l'idraulico Mario è il protagonista di un omonimo franchise di successo.
- È meglio Mario è la canzone vincitrice dello Zecchino d'Oro 1996.
- Bar Mario è il titolo di una delle prime canzoni di Luciano Ligabue. Lo stesso è citato anche in altre successive canzoni dello stesso artista.
- Mario Cavaradossi è il protagonista maschile dell'opera lirica Tosca di Giacomo Puccini.
- Marius de Romanus è un personaggio della serie di romanzi e film Cronache dei vampiri, creata da Anne Rice.
- Mario Di Spelta è il protagonista nella commedia Occhiali neri di Eduardo De Filippo.
- Marius Pontmercy è un personaggio del romanzo di Victor Hugo I miserabili.
- Mario era il personaggio-spalla di Cochi e Renato nelle scenette di Vigorone e Belle Arti, in Canzonissima 1974. Nello specifico, era interpretato da Massimo Boldi.
- Mariolino è il personaggio dei disegni animati di Vittorio Sedini e Adriano Ciccioni trasmesso in 13 episodi nel 1977 su Rete 2[8].
- Mario Zeppeli e Mario Zucchero sono due personaggi della serie anime e manga Le bizzarre avventure di JoJo.
- Mario è il protagonista dell'omonima serie televisiva.